# ديف هوبن
ديف هوبن (بالإنجليزية: Dave Hoppen)‏ مواليد 13 مارس 1964 في أوماها، هو لاعب كرة سلة أمريكي سابق بدأ مسيرته الاحترافية في سنة 1987 حيث تم اختياره من قبل فريق أتلانتا هوكس خلال الدرافت، وحمل الرقم 53 و52 و42 و40. يبلغ طوله 6 قدم 11 بوصة (2.1 م). اعتزل اللعب في 1993.

## فرق لعب لها
- ميلووكي باكز
- غولدن ستايت ووريورز
- شارلوت هورنتس
- فيلادلفيا سفنتي سيكسرز
- بروكلين نتس

## إحصائيات المسيرة

### الموسم الاعتيادي
| السنة   | الفريق                 | لعب | بدأ | دقيقة | ميداني% | ثلاثية | حرة   | ارتداد | صنع | استلاب | تصدي | نقطة |
| ------- | ---------------------- | --- | --- | ----- | ------- | ------ | ----- | ------ | --- | ------ | ---- | ---- |
| 1987–88 | ميلووكي باكز           | 3   | 0   | 11.7  | .364    | .000   | 1.000 | 2.3    | 0.7 | 0.0    | 0.0  | 3.7  |
| 1987–88 | غولدن ستايت ووريورز    | 36  | 8   | 16.9  | .465    | .000   | .864  | 4.6    | 0.8 | 0.4    | 0.2  | 5.9  |
| 1988–89 | شارلوت هورنتس          | 77  | 36  | 18.4  | .564    | .500   | .727  | 5.0    | 0.7 | 0.3    | 0.3  | 6.5  |
| 1989–90 | شارلوت هورنتس          | 10  | 2   | 13.5  | .390    | .000   | .800  | 3.6    | 0.6 | 0.2    | 0.1  | 4.0  |
| 1990–91 | شارلوت هورنتس          | 19  | 0   | 5.9   | .563    | .000   | .800  | 1.6    | 0.2 | 0.1    | 0.1  | 2.3  |
| 1990–91 | فيلادلفيا سفنتي سيكسرز | 11  | 0   | 3.9   | .500    | .000   | .667  | 0.8    | 0.0 | 0.1    | 0.0  | 1.8  |
| 1991–92 | فيلادلفيا سفنتي سيكسرز | 11  | 0   | 3.6   | .286    | .000   | .500  | 0.9    | 0.2 | 0.0    | 0.0  | 0.8  |
| 1992–93 | بروكلين نتس            | 2   | 0   | 5.0   | 1.000   | .000   | .000  | 2.0    | 0.0 | 0.0    | 0.0  | 1.0  |
| المسيرة |                        | 169 | 46  | 14.2  | .518    | .200   | .751  | 3.8    | 0.6 | 0.3    | 0.2  | 5.0  |

### التصفيات
| السنة | الفريق                 | لعب | بدأ | دقيقة | ميداني% | ثلاثية | حرة  | ارتداد | صنع | استلاب | تصدي | نقطة |
| ----- | ---------------------- | --- | --- | ----- | ------- | ------ | ---- | ------ | --- | ------ | ---- | ---- |
| 1991  | فيلادلفيا سفنتي سيكسرز | 3   | 0   | 3.0   | 1.000   | .000   | .000 | 1.0    | 0.0 | 0.0    | 0.0  | 2.0  |

## روابط خارجية
- ديف هوبن على موقع إن بي أي (الإنجليزية)
- ديف هوبن على موقع سبورتس رفرنس (الإنجليزية)
- ديف هوبن على موقع كلية كرة السلة في سبورتس رفرنس.كوم (الإنجليزية)
- ديف هوبن على موقع ريلجم (الإنجليزية)
- ديف هوبن على موقع بروبوليرز (الإنجليزية)